# Serra do Giz
A Serra do Giz é um importante sítio arqueológico e unidade de conservação localizada no Sertão de Pernambuco, Brasil.
Localizada nos municípios de Afogados da Ingazeira e Carnaíba, no Sertão de Pernambuco, é um verdadeiro tesouro arqueológico e ambiental. Suas pinturas rupestres, datadas de milhares de anos, contam a história da ocupação humana na região e revelam a rica cultura dos primeiros habitantes da Caatinga. Além de seu valor histórico, a serra abriga uma exuberante biodiversidade, com diversas espécies de fauna e flora adaptadas ao clima semiárido. A criação do Refúgio de Vida Silvestre Serra do Giz em 2019 foi um passo fundamental para a proteção desse importante ecossistema.

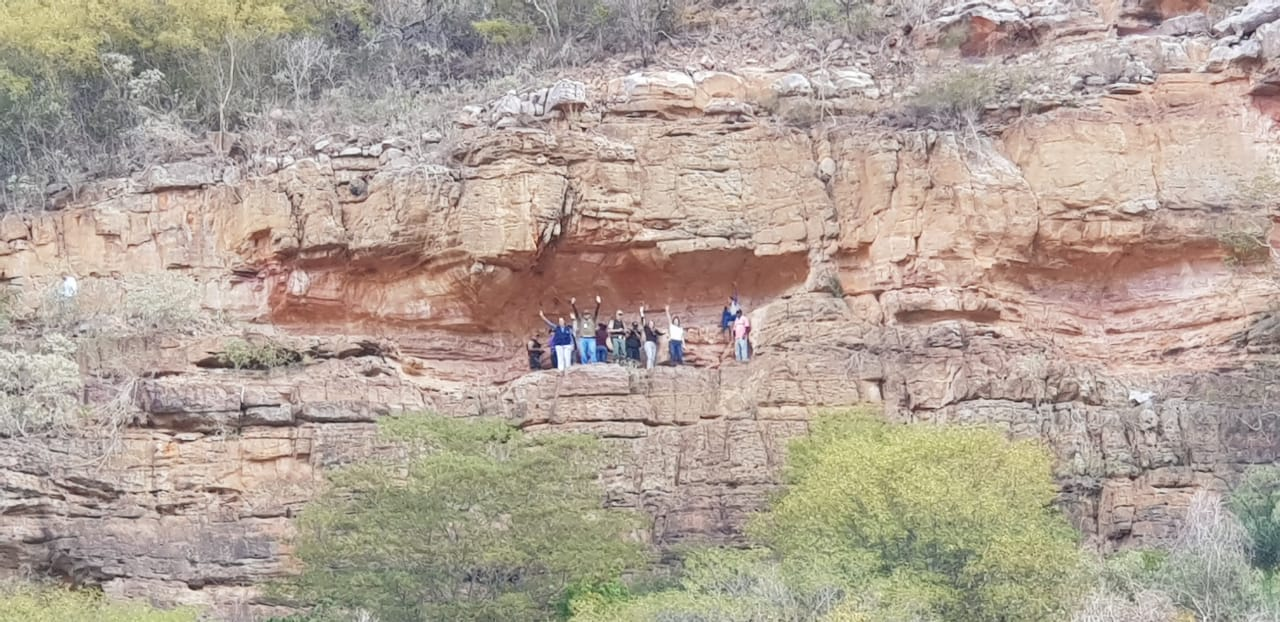
Turismo

## Formação e Características
- Origem: Sua formação está ligada a processos geológicos milenares, resultando em um relevo característico com paredões de arenito e extensas áreas de caatinga.
- Geologia: A serra é rica em minerais, especialmente o giz, que lhe confere o nome e dá origem a paisagens únicas.
- Biodiversidade: A caatinga que circunda a serra abriga uma rica biodiversidade, com diversas espécies de plantas e animais adaptados ao clima semiárido.

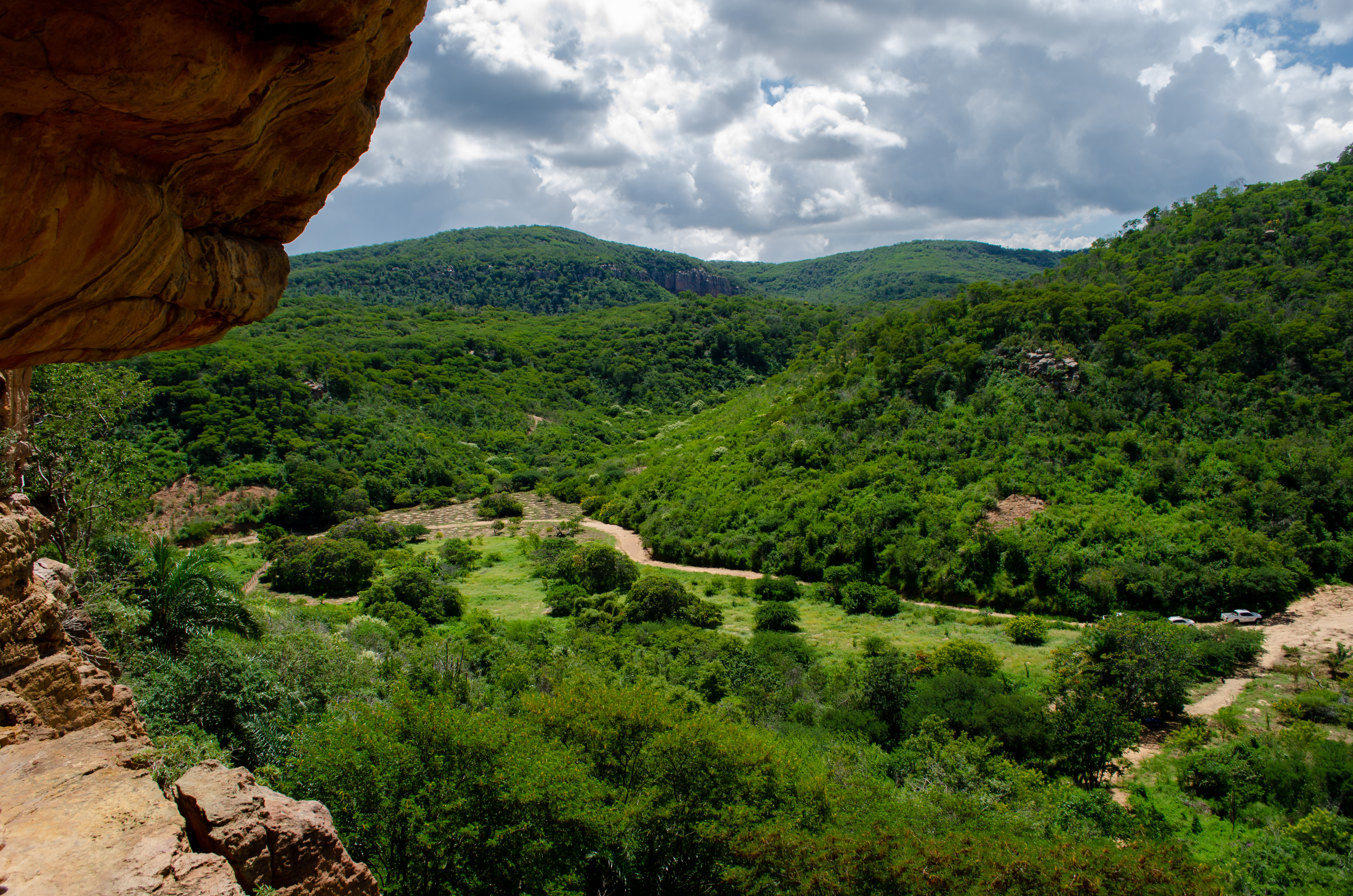
Vista do Alto da Serra

## Importância Histórica e Cultural
- Sítio Arqueológico: A Serra do Giz é um dos mais importantes sítios arqueológicos da pré-história nordestina. Nas suas paredes, encontram-se registros pictóricos de antigas civilizações que habitaram a região.
- Patrimônio Cultural: As pinturas rupestres da Serra do Giz são consideradas um patrimônio cultural de grande valor, revelando informações sobre a vida, crenças e costumes desses povos.

## Preservação e Futuro
- Unidade de Conservação: Reconhecendo sua importância, a Serra do Giz foi transformada em Refúgio de Vida Silvestre, com o objetivo de proteger sua biodiversidade e patrimônio cultural.
- Desafios: A região enfrenta desafios como a preservação da caatinga, o combate ao desmatamento e o turismo desordenado.
- Oportunidades: A Serra do Giz possui um grande potencial para o desenvolvimento do turismo sustentável, pesquisa científica e educação ambiental[3].Serra do Giz

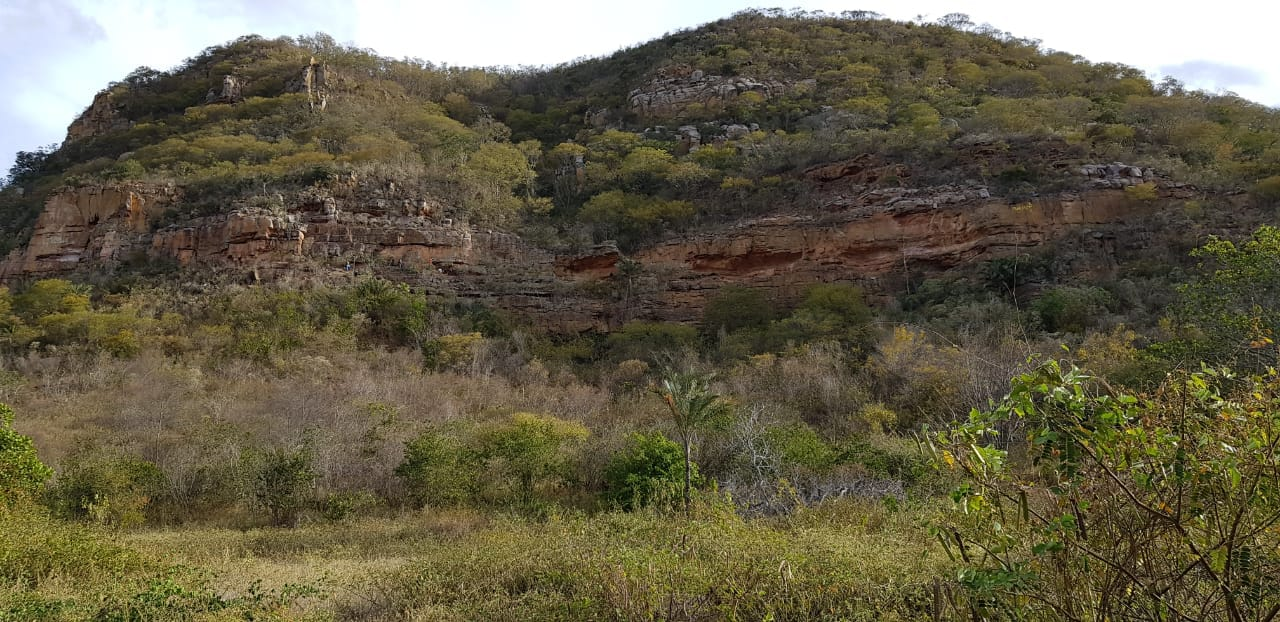
Serra do Giz

Em 2017, a IUCN (União Internacional para a Conservação da Natureza) classificou algumas espécies da Serra do Giz, nos municípios de Afogados da Ingazeira e Carnaíba, em Pernambuco, como ameaçadas. 
A Serra do Giz é uma região com grande diversidade de flora e fauna, e que possui potencial para ser explorada turisticamente. A área é composta por depósitos de arenito sobre um banco de argila branca, que os moradores locais chamam de giz, e por pinturas rupestres. 
Em junho de 2019, a região foi titulada como Refúgio de Vida Silvestre (RVS) Serra do Giz, com uma área de 310,20 hectares. O objetivo da unidade de conservação é proteger o bioma da Caatinga, mantendo a biodiversidade e os serviços ambientais da região. 